# Nannfeldtiomyces sparganii
Nannfeldtiomyces sparganii är en svampart som först beskrevs av Gustaf Lagerheim, och fick sitt nu gällande namn av Vánky 1981. Nannfeldtiomyces sparganii ingår i släktet Nannfeldtiomyces och familjen Doassansiaceae.   Inga underarter finns listade i Catalogue of Life.